# Masahiro Koishikawa
| (3994) Ayashi        | 2. Dezember 1988  |
| (4292) Aoba          | 4. November 1989  |
| (4407) Taihaku       | 13. Oktober 1988  |
| (4539) Miyagino      | 8. November 1988  |
| (4871) Riverside     | 24. November 1989 |
| (5128) Wakabayashi   | 30. März 1989     |
| (5751) Zao           | 5. Januar 1992    |
| (6089) Izumi         | 5. Januar 1989    |
| (6190) Rennes        | 8. Oktober 1989   |
| (6349) Acapulco      | 8. Februar 1995   |
| (6859) Datemasamune  | 13. Februar 1991  |
| (7485) Changchun     | 4. Dezember 1994  |
| (7816) Hanoi         | 18. Dezember 1987 |
| (8084) Dallas        | 6. Februar 1989   |
| (10500) Nishi-koen   | 3. April 1987     |
| (11514) Tsunenaga    | 13. Februar 1991  |
| (12252) Gwangju      | 8. November 1988  |
| (14032) Mego         | 4. Dezember 1994  |
| (30963) Mount Banzan | 29. November 1994 |

Masahiro Koishikawa (jap. 小石川正弘, Koishikawa Masahiro; * 1952 in Sendai; † 26. August 2020 ebenda) war ein japanischer Astronom und Asteroidenentdecker.
Er gehörte seit 1972 zum Mitarbeiterstab des Sendai Astronomical Observatory (IAU-Code 893) und entdeckte dort an der Ayashi Station zwischen 1987 und 1995 insgesamt 19 Asteroiden. Daneben galt sein Interesse der Beobachtung der Planeten.
Der Asteroid (6097) Koishikawa wurde nach ihm benannt.